# Wasteland, Baby!
Wasteland, Baby! es el segundo álbum de estudio del músico irlandés Hozier, publicado el 1 de marzo de 2019 por Rubyworks Records . Es el primer álbum de Hozier desde 2014. El álbum incluye las canciones "Nina Cried Power" y "Shrike" del EP publicado en 2018 "Nina Cried Power", al igual que el sencillo "Movement". Fue promovido por una gira por América del Norte a partir de marzo de 2019 y por una gira europea a fines del verano hasta el otoño de 2019. Wasteland, Baby! debutó en la cima de la lista de álbumes irlandeses y el Billboard 200, y desde entonces ha sido certificado oro en los EE. UU.

## Lista de canciones
| N.º   | Título                   | Duración |  |
| 1.    | «Nina Cried Power»       | 3:45     |  |
| 2.    | «Almost (Sweet Music)»   | 3:37     |  |
| 3.    | «Movement»               | 3:57     |  |
| 4.    | «No Plan»                | 5:31     |  |
| 5.    | «Nobody»                 | 3:30     |  |
| 6.    | «To Noise Making (Sing)» | 3:26     |  |
| 7.    | «As It Was»              | 3:27     |  |
| 8.    | «Shrike»                 | 4:58     |  |
| 9.    | «Talk»                   | 3:26     |  |
| 10.   | «Be»                     | 4:49     |  |
| 11.   | «Dinner & Diatribes»     | 3:44     |  |
| 12.   | «Would That I»           | 4:28     |  |
| 13.   | «Sunlight»               | 4:17     |  |
| 14.   | «Wasteland, Baby»        | 4:26     |  |
| 57:21 |                          |          |  |